# Eliot Spitzer
Eliot Laurence Spitzer (* 10. června 1959 New York) je americký právník a politik. V letech 2007–2008 zastával post guvernéra státu New York, na který rezignoval, když média odhalila, že utrácí desetitisíce dolarů za služby luxusních prostitutek.